# Mária Dézsi
Mária Dézsi, coniugata Gáspárné (Nyíregyháza, 28 aprile 1962 – 13 aprile 2013), è stata una cestista ungherese.

## Carriera
Con l'Ungheria ha disputato i Campionati del mondo del 1986 e i Campionati europei del 1985.